# RESTCONF
RESTCONF は、REST アーキテクチャに則った、ネットワーク機器の設定を取得、更新するための HTTP ベースの通信プロトコルである。

## 経緯
IETF での議論を経て、2017年1月に RFC 8040 として公開された。

## 特徴

### HTTPを用いた操作
ネットワーク機器の設定項目や状態情報に対する操作は、HTTP の GET や POST、DELETE などの各メソッドにより実現する。

### モデル化された設定情報
RESTCONF で操作する機器の設定は、YANG 言語を用いてモデリングされていることを前提としている。RESTCONF をサポートしているネットワーク機器にアクセスするクライアントプログラムは、その機器で用いられている YANG モデルが分かれば、各状態情報や設定情報にアクセスするための URI や、その操作のためのリクエストの構造などがすべてわかる形となっている。

## NETCONFとの関係
ネットワーク機器の設定変更や状態確認を行うためのプロトコルという点で、RESTCONF は NETCONF と非常に似ている。これらのプロトコルは競合するものではなく、一つのネットワーク機器が両方の API を公開してもよい。
RESTCONF は、ウェブアプリケーションからネットワーク機器を操作する際に用いられることを想定して設計されている。そのため、例えば NETCONF には設定データストアに対するロック操作が規定されているが、RESTCONF ではサポートされない。